# Christine Chubbuck
Christine Chubbuck (Hudson, Ohio, 24 augustus 1944 – Sarasota, Florida, 15 juli 1974) was een Amerikaanse televisiepresentatrice. Zij maakte programma's voor het lokale televisiestation Channel 40, dat voornamelijk uitzond in de staat Florida.
Chubbuck is met name bekend vanwege haar zelfmoord, die ze als eerste persoon ooit pleegde tijdens een live-uitzending op televisie.

## Dood
Christine Chubbuck presenteerde geruime tijd het ontbijtprogramma Suncoast Digest, waarin live-interviews met studiogasten werden afgewisseld met lokale nieuwsonderwerpen. In de rechtstreekse uitzending van 15 juli 1974 pleegde Chubbuck zelfmoord door zich tijdens het voorlezen met een pistool door het hoofd te schieten. Vlak voor haar daad sprak ze de woorden:
In keeping with Channel 40's policy of bringing you the latest in blood and guts, and in living color, we bring you another first: an attempted suicide.
Haar dood werd naar schatting door enkele honderden mensen gezien.

### Nasleep
Vlak na haar overlijden deden veel geruchten de ronde over het motief van haar daad. Familieleden en collega's weten haar zelfmoord aan een combinatie van factoren. Chubbuck zou een eenzame vrouw zijn die moeilijk contact maakte met anderen en niet in staat was relaties aan te gaan. Het zou haar dwarszitten dat ze op haar 29ste nog maagd was en dat ze in haar omgeving waarnam dat vrouwelijke collega's en ex-klasgenoten relaties hadden, kinderen kregen en een eigen leven opbouwden. Chubbuck had naar haar mening niet het eigen leven dat ze bij anderen zag ontstaan, omdat ze teruggetrokken leefde. Ze woonde bij haar moeder thuis en had verder geen vrienden of een relatie. Het enige wat ze had was werk en dat maakte haar somber en depressief, aldus haar moeder in een officiële persverklaring, die daags na Chubbucks overlijden uitkwam. Chubbuck zou het vaak over zelfmoord plegen hebben gehad, hetgeen iedereen afdeed als een schreeuw om aandacht.
Waarom ze ervoor zou kiezen om ten overstaan van duizenden televisiekijkers zelfmoord te plegen, ligt volgens haar familie in het feit dat ze zich miskend voelde. Volgens haar moeder was het een manier om te laten zien dat niemand haar ooit zag staan, maar dat dit wel de manier bij uitstek was om voorgoed in het geheugen van mensen gegrift te staan.
De rouwkaart vermeldde:
We suffer at our sense of loss, we are frightened by her rage, we are guilty in the face of her rejection, we are hurt by her choice of isolation and we are confused by her message.